# Dirk De Wolf
Dirk De Wolf (Aalst, 16 januari 1961) is een Belgisch voormalig wielrenner. Zijn grootste overwinning was Luik-Bastenaken-Luik in 1992. 

## Carrière
De Wolf was een zogenaamde stoemper (een renner die wild en stijlloos op de pedalen stampt), en kon goed uit de voeten in zware wedstrijden. De Wolf werkte na zijn actieve loopbaan enige tijd als commentator bij de Vlaamse omroep en is tevens ex-ploegleider van Omega Pharma-Lotto. Ook is hij gekend als de ontdekker en ex-mentor van Philippe Gilbert. De voormalige wielrenner is vaak te gast als analist in het televisieprogramma Extra Time Koers en maakt deel uit van het vaste panel in de VRT-podcast 'Wielerclub Wattage'.

## Overwinningen
1982
- Baardegem (amateurs)
- Roosdaal (amateurs)
- Seraing-Aken-Seraing[1]
- Troyes-Dijon

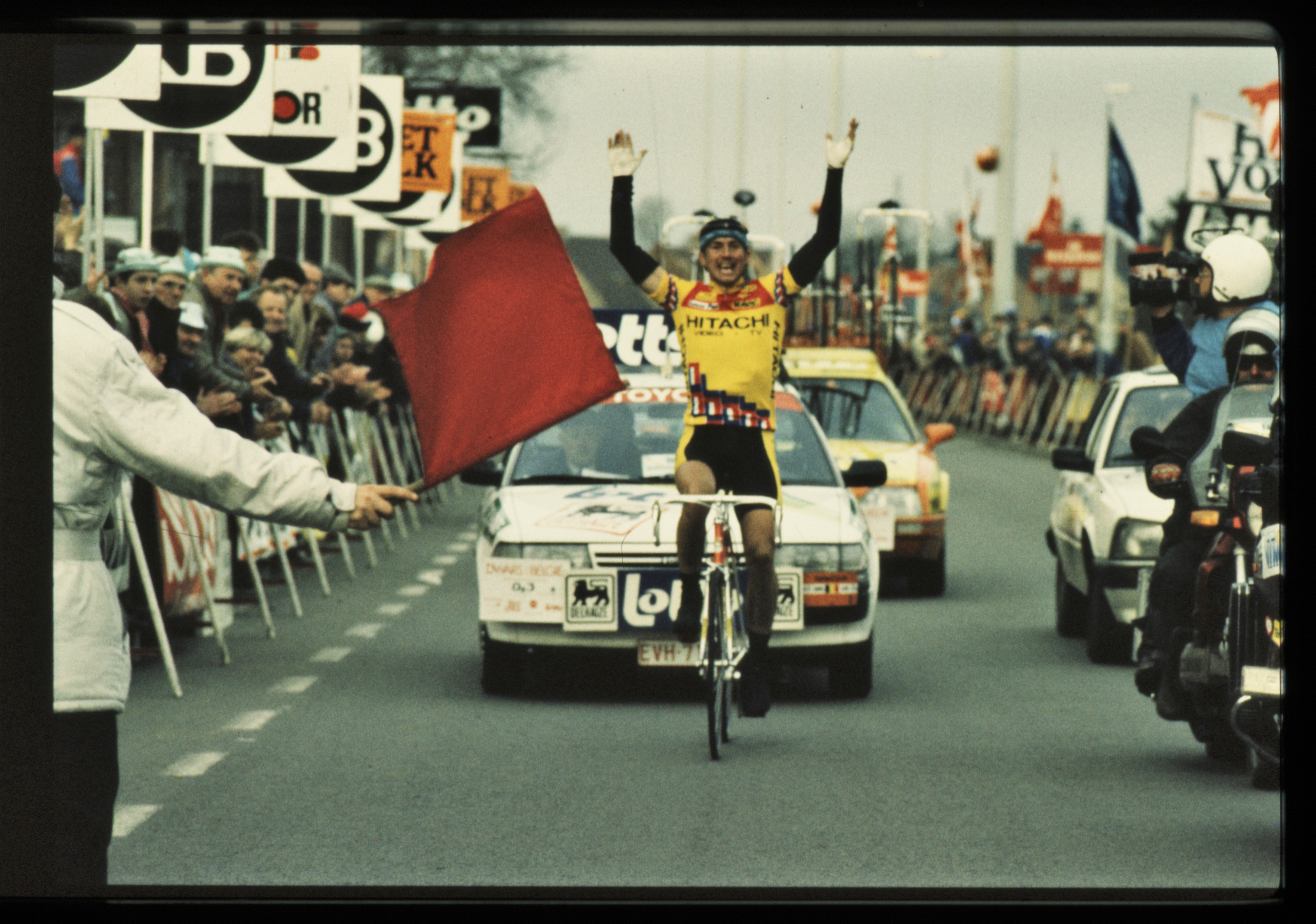
Aankomst van Dirk De Wolf in Waregem, tijdens Dwars door België 1989)

- Algemeen klassement Sealink International Grand Prix[2]
- 3e etappe Ster van het Zuiden (amateurs)
- 4e etappe Ronde van West-Henegouwen (amateurs)
- Sint-Genesius-Rode (amateurs)
- Honville (amateurs)[3]

1983
- 6e etappe Paris-Nice

1985
- Memorial Thijssen

1986
- 1e etappe Vierdaagse van Duinkerken
- Eindklassement Vierdaagse van Duinkerken

1987
- Wommelgem

1989
- Moorsele
- Rummen
- Dwars door Vlaanderen
- Liefdadigheidscriterium deel a (Beernem, criterium)

1990
- Druivenkoers
- Liedekerkse Pijl
- Sadirac
- 3e etappe Ronde van Asturië
- Purnode

1991
- Ronde van de Apennijnen
- 6e etappe Tirreno-Adriatico

1992
- Luik-Bastenaken-Luik
- 1e etappe deel A Driedaagse van De Panne
- Criterium Aalst

## Belangrijkste Ereplaatsen
1989
- 3e in Brabantse Pijl
- 2e in Parijs-Roubaix
- 2e in Druivenkoers

1990
- in Wereldkampioenschap op de weg

1991
- 3e in Amstel Gold Race

1994
- 2e in Scheldeprijs Vlaanderen

## Resultaten in voornaamste wedstrijden
| Jaar | Ronde van Italië | Ronde van Frankrijk | Ronde van Spanje |
| ---- | ---------------- | ------------------- | ---------------- |
| 1983 |                  |                     |                  |
| 1984 |                  |                     |                  |
| 1986 |                  | 64e                 |                  |
| 1988 |                  | 102e                |                  |
| 1989 | opgave           | 66e                 |                  |
| 1990 |                  |                     | opgave           |
| 1991 |                  | buiten tijd         |                  |
| 1992 | opgave           | 86e                 |                  |
| 1993 |                  |                     |                  |
| 1994 |                  |                     |                  |

| Jaar | Milaan-San Remo | Gent-Wevelgem | Ronde van Vlaanderen | Parijs-Roubaix | Amstel Gold Race | Luik-Bast.‑Luik | Brabantse Pijl | Waalse Pijl | Dwars door Vlaanderen |  | WK op de weg |  | Wereldranglijsten |
| ---- | --------------- | ------------- | -------------------- | -------------- | ---------------- | --------------- | -------------- | ----------- | --------------------- |  | ------------ |  | ----------------- |
| 1983 |                 |               |                      | 28e            |                  |                 |                |             |                       |  |              |  |                   |
| 1984 |                 | 110e          |                      |                |                  |                 |                |             |                       |  |              |  |                   |
| 1986 |                 | 26e           | 31e                  | 20e            |                  |                 |                | 51e         | 14e                   |  | 60e          |  |                   |
| 1988 |                 | 73e           | 52e                  | 38e            |                  |                 |                |             | 14e                   |  |              |  |                   |
| 1989 |                 | 6e            | 8e                   | ↑              | 23e              | 39e             | Brons          |             | Goud                  |  | opgave       |  | 23e (UWB)         |
| 1990 |                 |               |                      | 58e            |                  |                 |                |             |                       |  | ↑            |  |                   |
| 1991 |                 |               | 11e                  | 27e            | ↑                | 10e             | Zilver         |             | 60e                   |  | 7e           |  | 9e (UWB)          |
| 1992 | 141e            | 80e           | 10e                  | 20e            |                  | ↑               |                |             | 98e                   |  | opgave       |  |                   |
| 1993 |                 |               | 44e                  | 20e            |                  |                 |                |             | 74e                   |  |              |  |                   |
| 1994 | 135e            | 72e           |                      | 34e            |                  |                 | 9e             |             | 16e                   |  |              |  |                   |

Wielerploegen van Dirk De Wolf
De Cnijf ·
De Cnodder ·
De Meyer ·
De Roo ·
Devos ·
De Wolf ·
Van Houwelingen ·
Janiszewski ·
Matthys ·
Segers ·
Stevens ·
Urbany ·
Van Baelen ·
Van Vlierberghe ·
Vermeulen ·
J. Wynants ·
L. Wijnants ·
Willems
De Cnijf ·
De Wolf ·
Hanegraaf ·
A. van Houwelingen ·
J. van Houwelingen ·
Kuiper ·
Manders ·
Nijdam ·
Peeters ·
van der Poel ·
Priem · 
Raas · 
Segers ·
Solleveld ·
van Vliet ·
Wijnands ·
Zoetemelk
Biondi ·
Christiaens ·
Criquielion  ·
De Wolf ·
Devos ·
Dhaenens ·
Goffin ·
Haex ·
Lamote ·
Matthys ·
Meuwissen ·
Rogiers ·
Somers ·
Thurau ·
Thoelen ·
Tourné ·
Vandenbrande ·
Versluys ·
Wampers
Brusselman ·
Christiaens ·
Cocquyt ·
Criquielion ·
De Wilde ·
De Wolf ·
Delaurier ·
Devos ·
Dhaenens ·
Goffin ·
Haex ·
Jacobs ·
Lamote ·
Matthys ·
Meuwissen ·
Morjean ·
Pools ·
Rogiers ·
Seiz (tot 25/08) ·
Thoelen ·
Tourné ·
Van Leeuwe ·
Vandenbrande ·
Wampers ·
Wynants ·
Wyder
Assez ·
Bafcop ·
Criquielion ·
De Wolf ·
Devos ·
Dhaenens ·
Goffin (tot 27/02) ·
Haex ·
Ichikawa ·
Jacobs ·
Lamote ·
Lecrocq (tot 15/04) ·
Matthys ·
Meuwissen ·
Morjean ·
Olsen ·
Østergaard ·
Rogiers ·
Sawyer ·
Vandenbrande ·
Wampers ·
Wynants
van Aert ·
Assez ·
Bafcop ·
Beirnaert ·
Bruyere ·
Criquielion ·
De Wolf ·
Devos ·
Haex ·
Hendrickx ·
Ichikawa ·
Jacobs ·
Lieckens ·
Matthys (tot 31/03) ·
Morjean ·
Olsen ·
Poissonnier (tot 15/04) ·
Räkers ·
Rogiers ·
Sergeant ·
Vandenbrande ·
Vandenbroucke (tot 15/05) ·
Veenstra ·
Watson ·
Wynants
van Aert ·
Bafcop ·
Beirnaert ·
Bock ·
Bruyere ·
Criquielion ·
De Wolf ·
Devos ·
Haex ·
Hendrickx ·
Ichikawa ·
Jacobs ·
Lieckens ·
Lippens ·
Morjean ·
Räkers ·
Rogiers ·
Sergeant ·
Soenens ·
Triebel ·
Van Himst ·
Veenstra ·
Verbeken ·
Wynants
Alcalá ·
Ampler · 
Breukink ·
De Wolf ·
den Bakker ·
Dhaenens  ·
Draaijer (tot 27/02) ·
Earley ·
Hoondert ·
Jakobs ·
Kelly ·
Kersten ·
Nelissen ·
Pedersen ·
Raab ·
Stamsnijder (tot 28/02) · 
van Aert ·
van den Akker ·
van Orsouw ·

Verhoeven ·
Vos ·
Zadrobilek
Biets ·
Biondi ·
Bouillon ·
Carlsen ·
Colotti ·
De Backer ·
De Muynck ·
De Wolf ·
Dexters ·
Jacobs ·
Lacressonnière · 
Moreau ·
Pedersen ·
Pérard ·
Pillon ·
Priem ·
L. Roche ·
S. Roche ·
Roelandt ·
Szostek ·
Van Camp ·
Van Keirsbulck ·
Windels ·
Desbiens (stagiair) · 
van der Meer (stagiair) ·
Peers (stagiair)
Bugno  ·
Chiurato ·
De Wolf ·
Fidanza ·
Fignon · 
Gotti ·
Giovannetti ·
Manzoni ·
Pelliccioli ·
Rondón ·
Ruiz ·
Santaromita ·
Scirea ·
Tebaldi ·
Verdonck ·
Volpi ·
Zanatta
Boscardin ·
Bugno  ·
Chiurato ·
De Wolf ·
Fidanza ·
Fignon (tot 31/08) · 
Gotti ·
Manzoni ·
Pelliccioli ·
Peron ·
Rondón ·
Ruiz ·
Scirea ·
Tebaldi ·
Verdonck ·
Zanatta
Bouwmans ·
Cornillet ·
De Wael ·
De Wolf (tot 30/06) ·
Jonker ·
Laurent ·
Louviot ·
Mottet ·
Nelissen ·
Nulens ·
Pensec ·
Planckaert ·
Schurer ·
Sergeant ·
Talmant · 
Vasseur ·
Verhoeven ·
de Vries ·
Wüst ·

van der Steen (stagiair) ·
Thebes (stagiair) 